# Stetson Kennedy

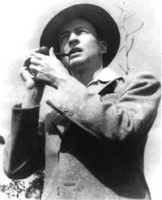
Stetson Kennedy

Stetson Kennedy (* 5. Oktober 1916 in Jacksonville, Florida; † 27. August 2011 ebenda) war ein US-amerikanischer Autor und Menschenrechtler.

## Leben
Stetson Kennedy wuchs als jüngstes von fünf Kindern in Jacksonville, Florida auf. Er verstand sich schon früh als universeller Dissident und schrieb Bücher und Artikel über die Bigotterie. Kennedy wurde das einzige nichtjüdische Mitglied in der Menschenrechtsorganisation Anti-Defamation League.
Nach dem Zweiten Weltkrieg unterwanderte er den Ku-Klux-Klan; der Historiker Wyn Craig Wade bezeichnete ihn als den „wichtigsten Einzelfaktor, der im Norden eine Wiederbelebung des Ku-Klux-Klans nach dem Krieg verhindert hat“.

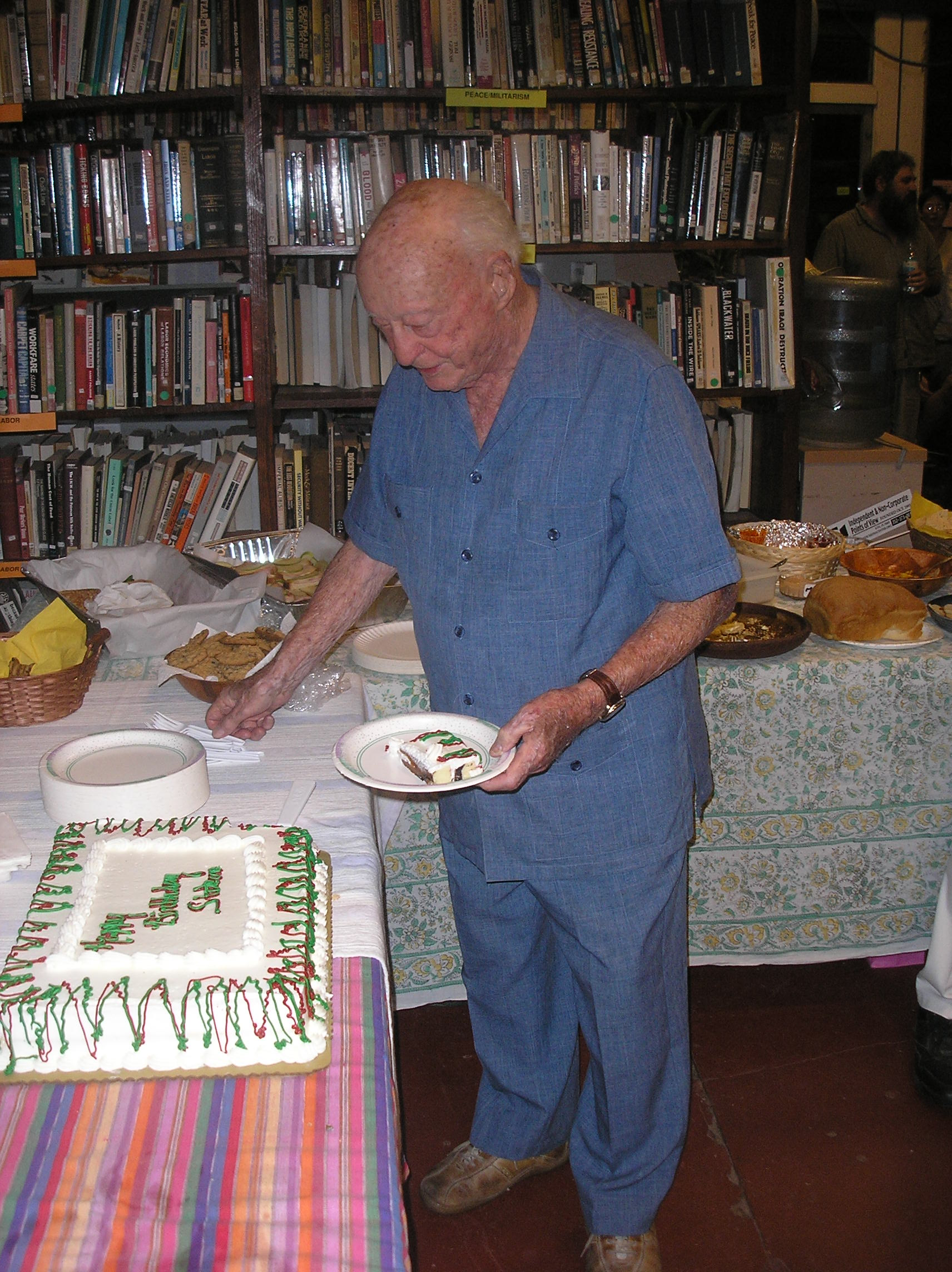
Stetson Kennedy an seinem 93. Geburtstag

Er schrieb als einziger weißer Korrespondent eine Kolumne über den Rassenkampf für den Pittsburgh Courier.

## Kritik
Der Autor Ben Green stellte bei Recherchen für ein Buch, bei dem Stetson Kennedy Mitarbeiter war, fest, dass einige von Kennedys eigenen Aufzeichnungen von seinem Buch Ich ritt mit dem Ku-Klux-Klan (The Klan Unmasked) abweichen. Insbesondere soll er Ergebnisse aus Nachforschungen, die er als Reporter gemacht hat, später als Ergebnisse von verdeckten Ermittlungen ausgegeben haben.